# The Drift
Albums de Scott Walker
Tilt
(1995) Bish Bosch
(2012)
The Drift est le onzième album studio de Scott Walker, sorti en 2006.

## Titres
1. Cossacks Are
2. Clara
3. Jesse
4. Jolson And Jones
5. Cue
6. Hand Me Ups
7. Buzzers
8. Psoriatic
9. The Escape
10. A Lover Loves